# André Maricq
André Maricq, né à Genval (Belgique) le 29 novembre 1925 et mort à Clichy le 22 juin 1960, est un archéologue français d'origine belge.

## Biographie
André Maricq intègre la Délégation archéologique française en Afghanistan en 1954 et participe dans ce cadre aux fouilles de Bactres et Surkh Kotal. Il découvre le minaret de Djâm en août 1957.